# Windygates
Windygates est un village situé dans le Fife, en Écosse. En 2020 la population de Windygates est estimée à 1 800 habitants.